# Blessid Union of Souls
Blessid Union of Souls (parfois aussi appelé Blessid Union) est un groupe de rock américain originaire de Morrow dans l'Ohio (États-Unis), formé en 1990 par deux amis, Jeff Pence et Eliot Sloan.
Le premier album studio du groupe, Home, eut quelque succès dû à son principal extrait, I Believe. La chanson fit connaître le groupe auprès des DJ locaux et devint un de leurs plus grands succès. Leur second album Blessid Union of Souls, ne connut pas le même succès que Home, mais leur troisième album, Walking Off the Buzz, leur permit d'étendre leur notoriété grâce notamment au titre Hey Leonardo (She Likes Me for Me).
Après la sortie de leur album compilation, Blessid Union of Souls: The Singles, qui contenait en réalité plus de chansons abandonnées de leurs précédents albums et de B-sides que de hits précédents, ils sortent l'album Perception. Le sixième album du groupe, Close to the Edge, est sorti en 2008.